# ニコライ・トムセン
ニコライ・トムセン（Nicolaj Thomsen、1993年5月8日 - ）は、デンマーク・スカーゲン出身のプロサッカー選手。B.93所属。

## 経歴

### クラブ
オールボーBKのアカデミーで育成され、2012年4月のFCミッティラン戦でプロデビュー。
2016年6月、リーグ・アンのFCナントに移籍、4年契約を結んだ。
2017年1月12日、FCコペンハーゲンに移籍、3年半契約を結んだ。
2021年8月5日、ヴォレレンガ・フォトバルに6か月の契約で移籍した。

### 代表
各年代でデンマーク代表に選出されている。
2014年11月のルーマニア戦でA代表初キャップ。

## 代表歴
- デンマークU-18
- デンマークU-19
- デンマークU-21
  - UEFA U-21欧州選手権2015

## タイトル

### クラブ
オールボー
- デンマーク・スーペルリーガ (1): 2013–14
- デンマーク・カップ (1): 2013–14

コペンハーゲン
- デンマーク・スーペルリーガ (2): 2016-17, 2018-19
- デンマーク・カップ (1): 2016-17